# Tovomita auriculata
Tovomita auriculata är en tvåhjärtbladig växtart som beskrevs av N.L. Cuello A.. Tovomita auriculata ingår i släktet Tovomita och familjen Clusiaceae. Inga underarter finns listade i Catalogue of Life.